# Peltidium maldivianum
Peltidium maldivianum är en kräftdjursart som beskrevs av Sewell 1940. Peltidium maldivianum ingår i släktet Peltidium och familjen Peltidiidae. Inga underarter finns listade i Catalogue of Life.